# 洛汗語
洛汗語（Rohirric）是托尔金的中土世界洛汗国的语言。洛汗語与西方通用语有紧密的亲属关系。曾与洛汗民族在同一地区生活过的哈比人的语言裡也保留有很多同源词。

在魔戒裡，托尔金把红皮书的西方通用语内容翻译成了现代英文，为了表现洛汗语和西方通用语的亲属关系，托尔金将其翻译成了古英文（但是西方通用语并不是洛汗语的后代）。因此，魔戒裡出现的古英语人名地名并非中土第三纪真正使用的形式。例如，洛汗国王Théoden（古英语：国王）的真实名称应为tûrac。